# Polyalert
 (septembre 2024).
La mise en forme du texte ne suit pas les recommandations de Wikipédia : il faut le « wikifier ».
Les points d'amélioration suivants sont les cas les plus fréquents. Le détail des points à revoir est peut-être précisé sur la page de discussion.
- Les titres sont pré-formatés par le logiciel. Ils ne sont ni en capitales, ni en gras.
- Le texte ne doit pas être écrit en capitales (les noms de famille non plus), ni en gras, ni en italique, ni en « petit »…
- Le gras n'est utilisé que pour surligner le titre de l'article dans l'introduction, une seule fois.
- L'italique est rarement utilisé : mots en langue étrangère, titres d'œuvres, noms de bateaux, etc.
- Les citations ne sont pas en italique mais en corps de texte normal. Elles sont entourées par des guillemets français : « et ».
- Les listes à puces sont à éviter, des paragraphes rédigés étant largement préférés. Les tableaux sont à réserver à la présentation de données structurées (résultats, etc.).
- Les appels de note de bas de page (petits chiffres en exposant, introduits par l'outil «  Source ») sont à placer entre la fin de phrase et le point final[comme ça].
- Les liens internes (vers d'autres articles de Wikipédia) sont à choisir avec parcimonie. Créez des liens vers des articles approfondissant le sujet. Les termes génériques sans rapport avec le sujet sont à éviter, ainsi que les répétitions de liens vers un même terme.
- Les liens externes sont à placer uniquement dans une section « Liens externes », à la fin de l'article. Ces liens sont à choisir avec parcimonie suivant les règles définies. Si un lien sert de source à l'article, son insertion dans le texte est à faire par les notes de bas de page.
- La présentation des références doit suivre les conventions bibliographiques. Il est recommandé d'utiliser les modèles {{Ouvrage}}, {{Chapitre}}, {{Article}}, {{Lien web}} et/ou {{Bibliographie}}. Le mode d'édition visuel peut mettre en forme automatiquement les références.
- Insérer une infobox (cadre d'informations à droite) n'est pas obligatoire pour parachever la mise en page.

Pour une aide détaillée, merci de consulter Aide:Wikification.
Si vous pensez que ces points ont été résolus, vous pouvez retirer ce bandeau et améliorer la mise en forme d'un autre article.
 (octobre 2024).

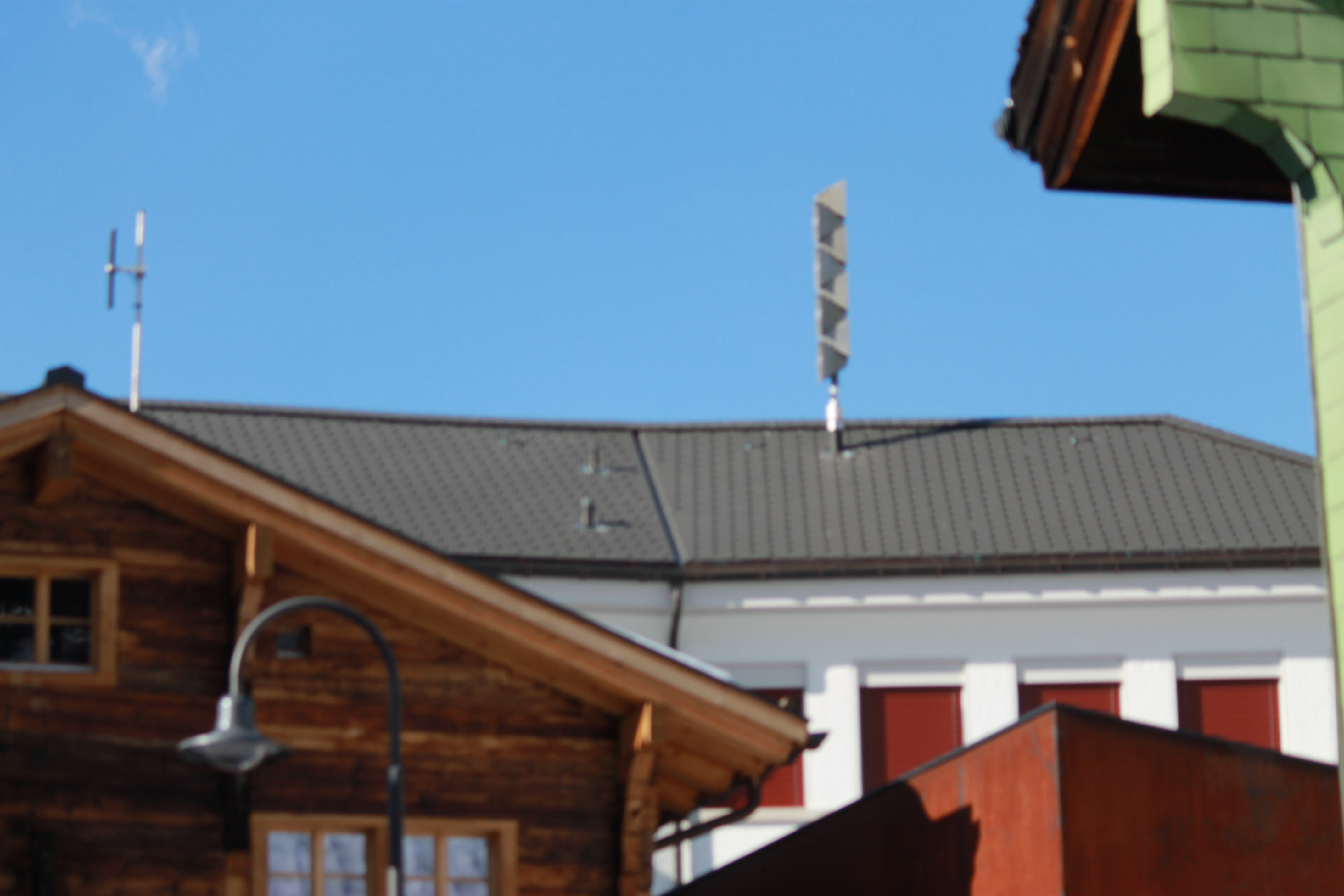
Sirène KS Delta 8 à Andermatt, canton d'Uri avec antenne radio. Depuis 2015, toutes les sirènes de Suisse sont contrôlées via Polyalert

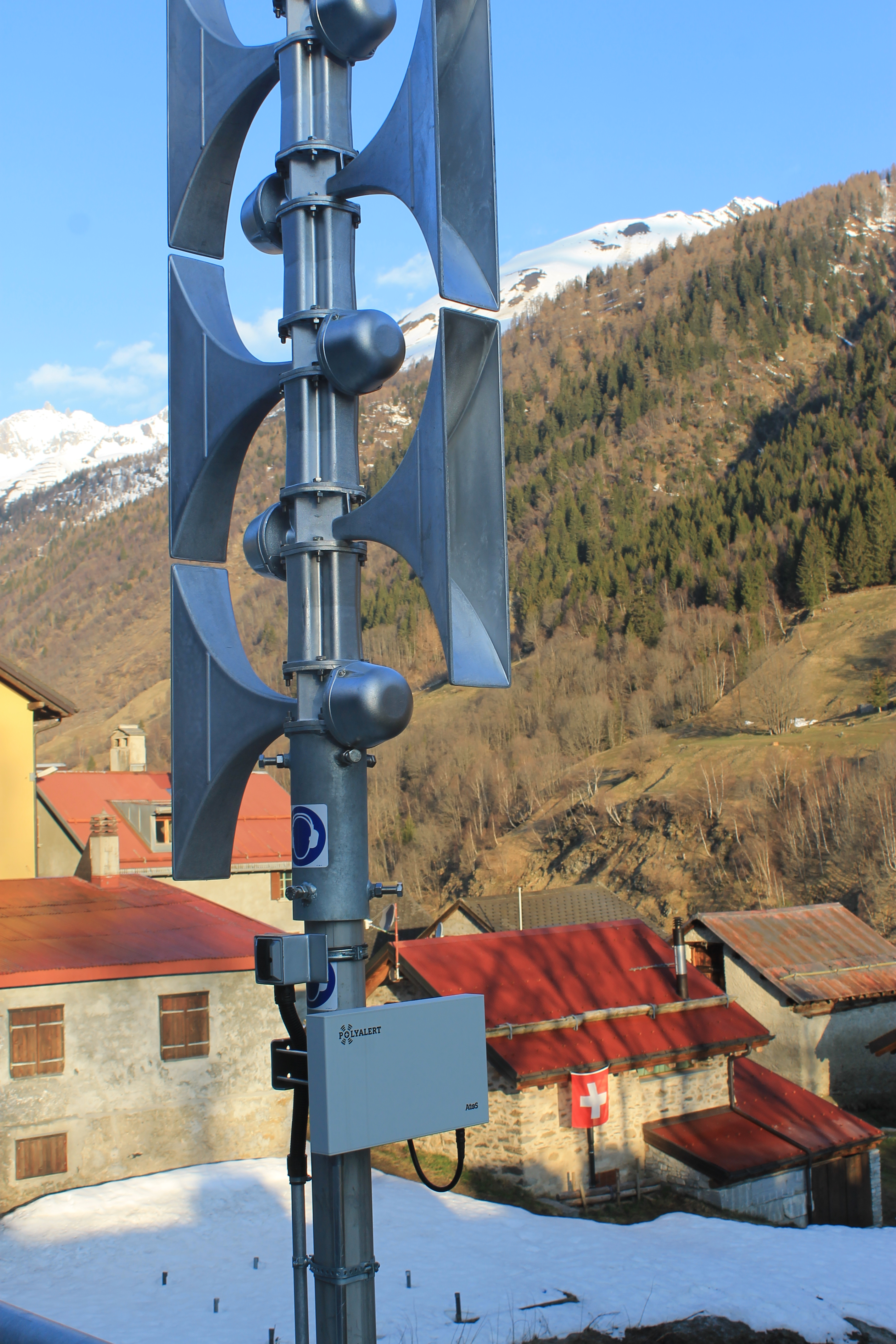
Sirène Ergatec APEX avec centrale Polyalert, vue à Bedretto Canton du Tessin

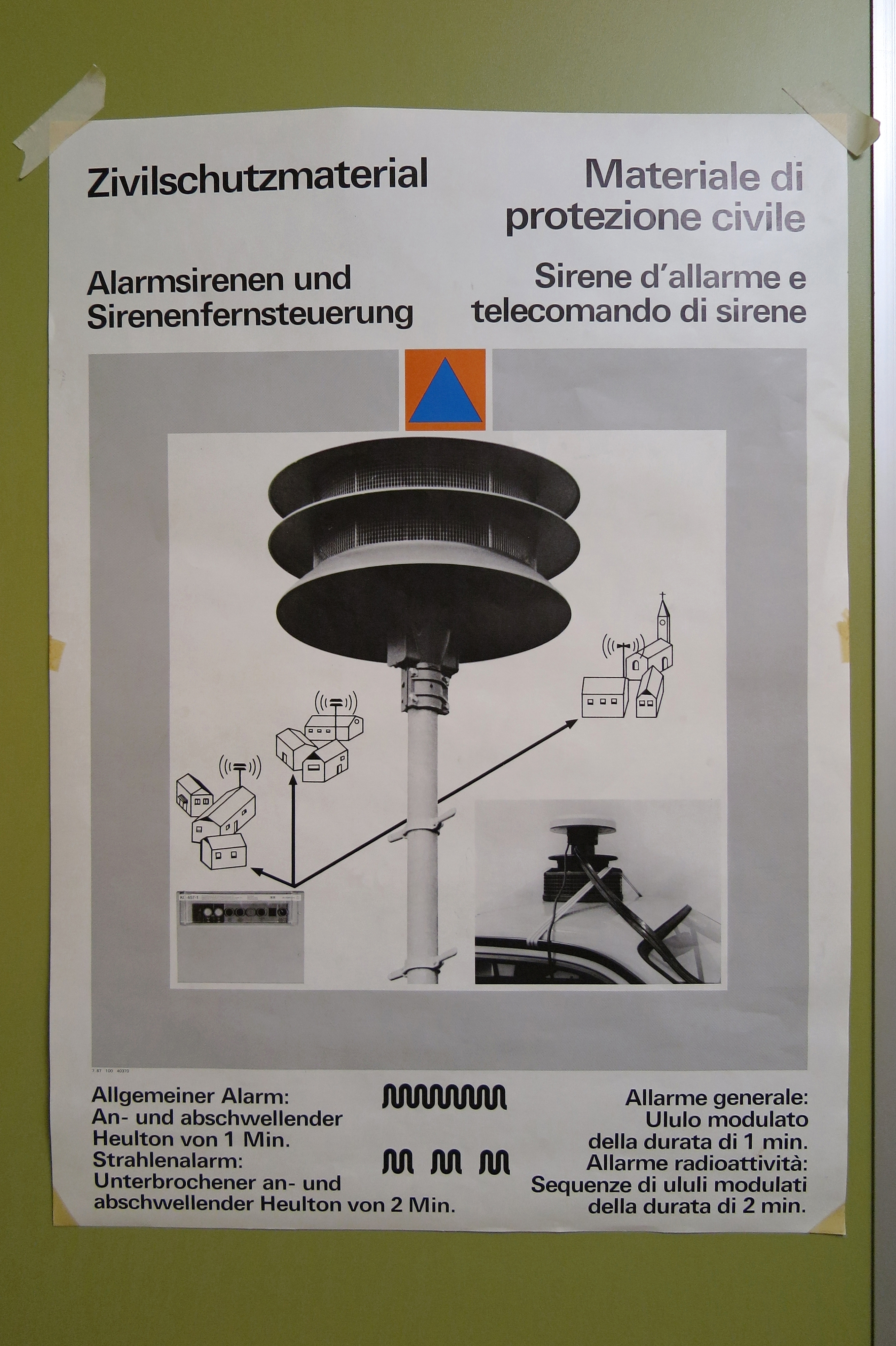
Sirène classique des années 1990

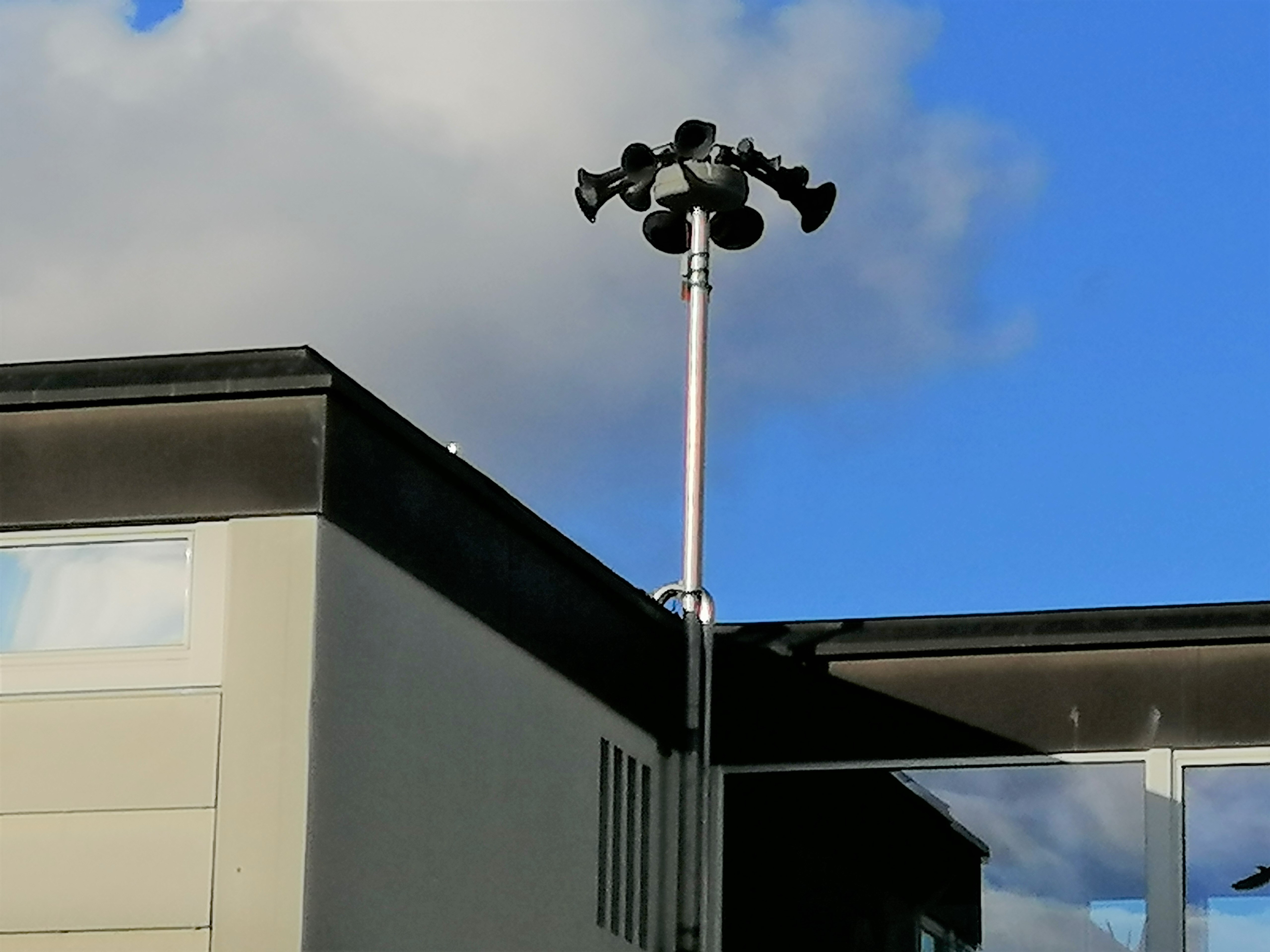
Sirène sur une école

Polyalert est un système d'alerte de la population du Liechtenstein et de la Suisse. Il est dirigé par l'Office fédéral de la protection de la population suisse. Polyalert est une télécommande de sirène pour environ 5000 sirènes au Liechtenstein et en Suisse. Le test des sirènes en Suisse a lieu une fois par année.

## Description
Les composants sont fabriqués par la société allemande Siemens. Le projet Polyalert a été lancé par l'Office fédéral de la protection de la population en 2009 à la suite d'une résolution du Conseil fédéral suisse. À l'automne 2015, la dernière sirène a été convertie au nouveau système de contrôle. L'infrastructure réseau principale est le système radio à ressources partagées Polycom. Afin d'assurer une sécurité intégrée, les sirènes peuvent également être connectées via le RDS système. Avant l'introduction de Polyalert, les sirènes étaient contrôlées par le système filaire Infranet (SFI-457) de Swisscom,. L'une des raisons qui a motivé le lancement de Polyalert était l'idée de rendre possible le contrôle des sirènes indépendamment des services de prestataires privés. .

## Histoire
Lors du test national des sirènes du 7 février 2018, un dysfonctionnement technique s'est produit dans le système central de contrôle à distance de la sirène. L'analyse a montré qu'il s'agissait d'une erreur logicielle qui avait entraîné une interruption de l'échange de données entre la base de données centrale Polyalert et les serveurs d'applications correspondants. Les mesures nécessaires pour corriger l'erreur ont maintenant été mises en œuvre. L'alarme eau a été particulièrement affectée par ces problèmes. Le test extraordinaire des sirènes a eu lieu dans toute la Suisse le mercredi 23 mai 2018.

## Distinction
Ce système est distinct de la Centrale nationale d'alarme et son système IPPC d'alerte radio à la population.